# George de Hevesy
George de Hevesy, ou George von Hevesy (1er août 1885 à Budapest, en Hongrie - 5 juillet 1966 Fribourg-en-Brisgau, en Allemagne) est un chimiste hongrois, lauréat du prix Nobel de chimie en 1943. Il vit la plupart de sa vie en Suède, mais également en Autriche, au Danemark et en Allemagne. Il est célèbre pour le développement de l'utilisation des isotopes radioactifs comme traceurs isotopiques pour les études chimiques et biologiques. Il a également découvert l'élément chimique 72, le hafnium.

## Famille
Hevesy naît à Budapest, dans une famille juive aristocratique. Il est le plus jeune d'une fratrie de cinq garçons. L'aîné, Vilmos (Guillaume), est ingénieur électrotechnicien et collaborateur de Louis Blériot en France. Le deuxième, Andor, a également vécu en France. C'est un écrivain et historien, connu sous le nom André de Heves. Le troisième, Ödön, reprend les affaires du père, et le quatrième, Pál (Paul), est un diplomate autrichien-hongrois auteur d'essais politiques en Grande-Bretagne.
La famille de son père, Lajos Bischitz (du nom d'une ville de Bohême : Byšice), est anoblie par l'empereur François-Joseph en 1895 sous le nom magyar « Hevesy ». La grand-mère de George de Hevesy, Johanna Bischitz de Heves, est célèbre pour ses activités philanthropiques. Lajos, conseiller privé de la cour, se fait appeler au début Bischitz-Hevesy, puis seulement Hevesy après 1906.
La famille de sa mère, Eugenia (Jenny) Schossberger, est également de confession juive et originaire de Moravie. Elle a également été anoblie en 1863.

## Études
György Hevesy fait ses études au lycée de l'ordre des frères des écoles pies (ordre piariste), à Budapest, jusqu'en 1903. Il étudie ensuite la chimie à l'université de Budapest et à l'université technique de Berlin, puis à l'université de Fribourg-en-Brisgau dont il sort diplômé en 1908. En 1910, il part étudier au Royaume-Uni à Manchester sous la direction d'Ernest Rutherford (prix Nobel de chimie 1908).

## Carrière académique
En 1913, il participe avec Frederic Paneth à l'Institut de recherche sur le radium de Vienne à la première expérience d'utilisation de traceurs radioactifs. En 1920, il s'installe à Copenhague pour travailler dans l'institut de Niels Bohr (futur prix Nobel de physique, en 1922). En 1926, il retourne à Fribourg-en-Brisgau comme professeur de chimie physique, puis est transféré en 1930 à l'université Cornell à Ithaca (New York). De 1934 à 1943, il travaille de nouveau à l'Institut Niels Bohr.
Lorsque l'armée nazie envahit le Danemark, il dissout les médailles d'or des lauréats du prix Nobel Max von Laue et James Franck dans de l'eau régale et conserve le flacon dans son bureau de l'Institut Niels Bohr. Après la guerre, il fait reprécipiter l'or et le remet à la Fondation Nobel, qui refrappe les médailles. Pendant l'occupation nazie du Danemark, il se réfugie en Suède où il reste jusqu'en 1961. Il reçoit le prix Nobel de chimie en 1943, « pour son travail sur l'usage des isotopes comme traceurs dans l'étude des processus chimiques ».
À la fin de la guerre, il reprend ses relations de travail avec l'Institut Niels Bohr de Copenhague jusqu'en 1952. À sa retraite, il continue ses activités scientifiques en collaboration avec l'université de Stockholm.

## Recherches
Les premières activités scientifiques de George de Hevesy concernent le comportement chimique des sels fondus, mais il s'intéresse rapidement à l'étude des isotopes radioactifs. Il est un pionnier de l'utilisation de traceurs radioactifs, en étudiant dès 1913 le comportement du plomb 210 absorbé par une plante et du bismuth radioactif ingéré par un rat de laboratoire. À Copenhague, il s'intéresse à la séparation des isotopes et contribue à la découverte du hafnium en 1923 avec Dirk Coster. Il fait partie des pionniers pour l'utilisation d'isotopes radioactifs comme traceurs, d'abord dans des réactions chimiques, puis pour des utilisations médicales. Il s'intéresse également à l'effet des rayons X sur l'acide nucléique dans les cellules cancéreuses et saines.
Hevesy meurt le 5 juillet 1966 à Fribourg-en-Brisgau, en Allemagne. Le 19 avril 2001, à la demande de la famille, ses cendres sont rapatriées à Budapest, sa ville natale. Marié depuis 1924 à Pia Riis (1902–1979), il a un fils et trois filles.

## Distinctions et récompenses

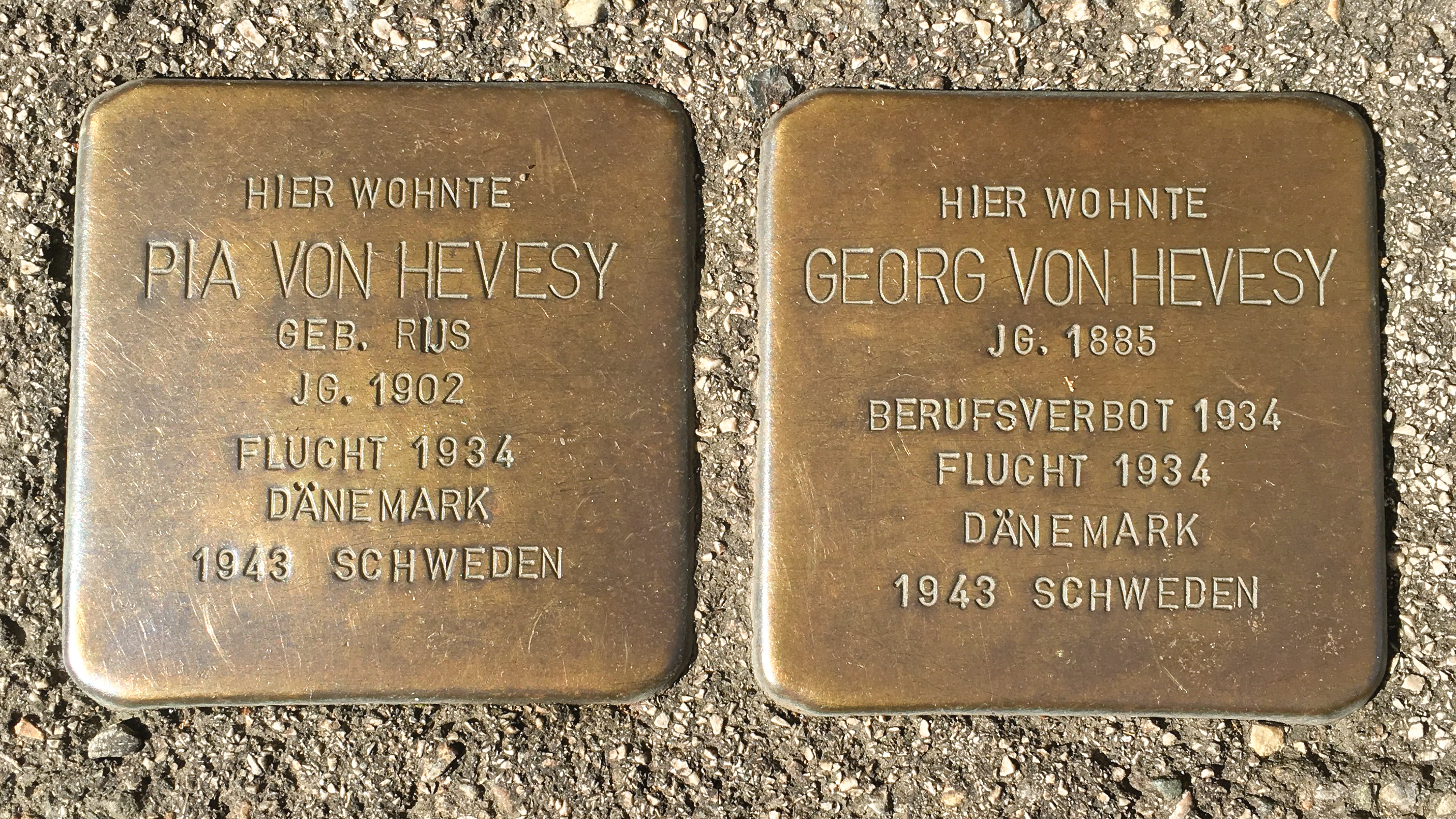
Stolpersteine de Georg et Pia de Hevesy en Allemagne

George de Hevesy est lauréat d'un grand nombre de distinctions scientifiques, parmi lesquelles :
- le prix Nobel de chimie, en 1943, pour son travail dans le domaine des traceurs radioactifs ;
- le prix Cannizzaro de l'Académie des sciences italienne, en 1929 ;
- la médaille Copley de la Royal Society de Londres, en 1949 ;
- le Faraday Lectureship de la Royal Society of Chemistry britannique, en 1950 ;
- la médaille Baily, en 1951 ;
- la médaille Sylvanus Thompson, en 1955 ;
- l'Atoms for Peace Award, en 1959 ;
- la médaille Niels Bohr, en 1961.

Georg von Hevesy est membre de la Royal Society, de l'Académie royale des sciences de Suède, membre de l'Académie hongroise des sciences après 1945, et membre de onze autres académies.
L'astéroïde (10444) de Hevesy porte son nom.

## Publications
Il est l'auteur de nombreux ouvrages, dont :
- Das Element Hafnium, 1927 (L'Élément Hafnium) ;
- Quantitative chemical Analysis with X-Rays, 1932 (Analyse chimique quantitative par rayons X) ;
- Radioactive Indicators, 1948 (Traceurs radioactifs).